# 喬治·斯特魯布洛普洛斯

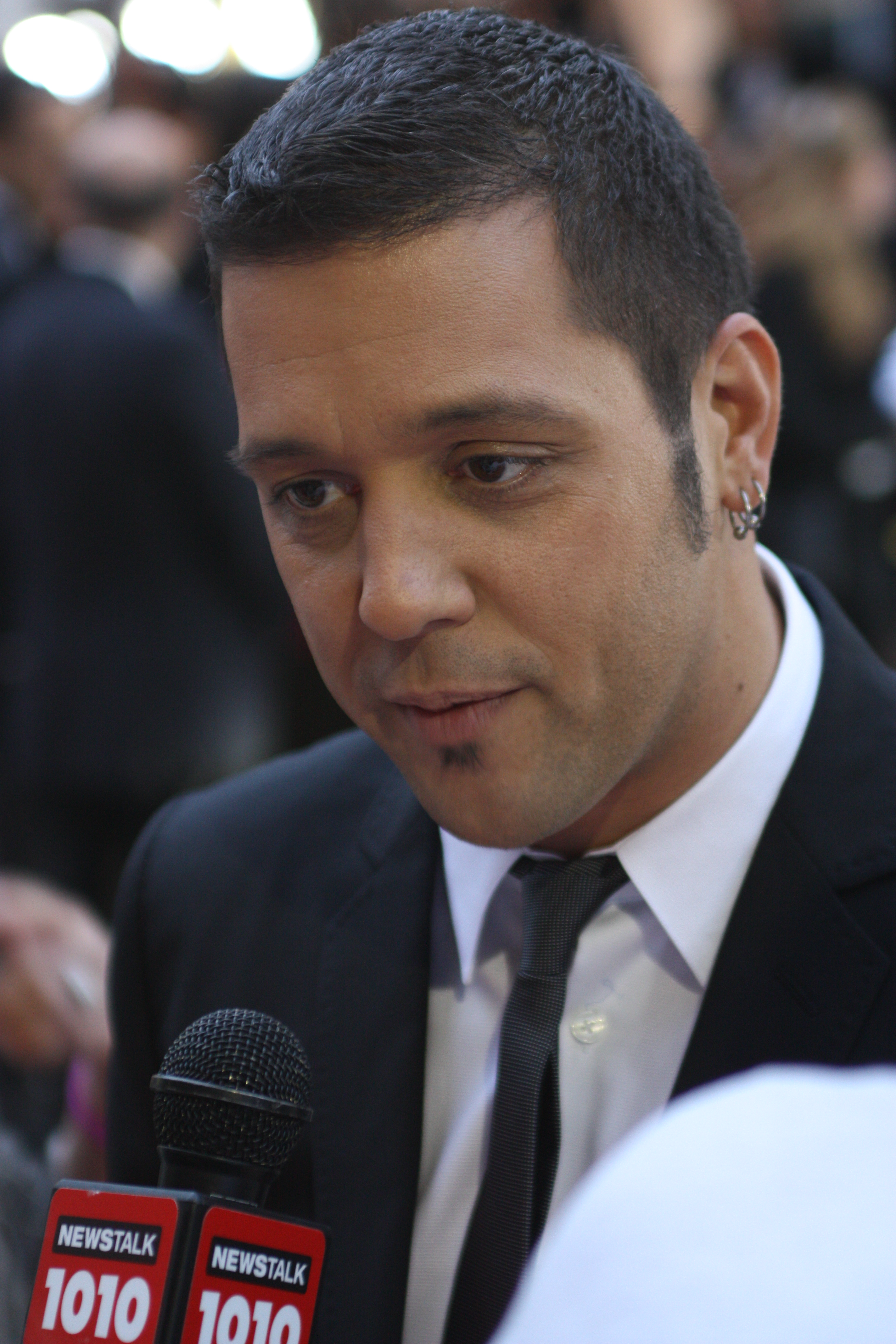
2010年

喬治·斯特魯布洛普洛斯（英語：George Stroumboulopoulos，1972年8月16日—），加拿大著名脫口秀節目主持人。主持節目包括羅渣士傳媒旗下Hockey Night in Canad和NHL on Rogers和CBC旗下的George Stroumboulopoulos Tonight。

## 早年
生於加拿大安大略省密西沙加東北郊Malton。父親是希臘裔埃及人，母親是烏克蘭人。